# 노리개

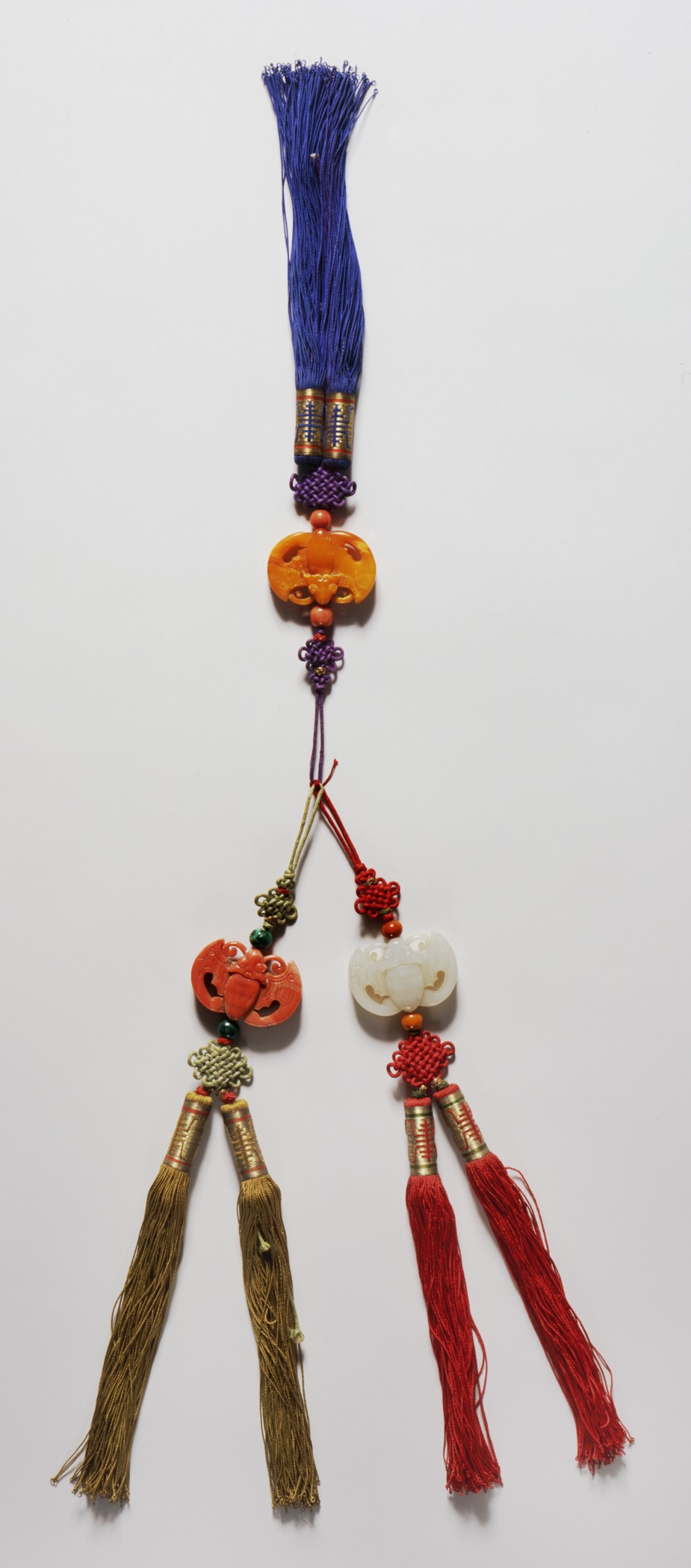
노리개

노리개란 고대부터 조선까지 여성의 몸치장에 쓰인 장신구이자 패물의 일종이다. 일반적으로 고려 시대까지 허리춤에 위치하던 노리개는 고려 말부터 저고리가 짧아지면서 저고리 밑으로 올라오게 되었다. 부귀다남 등 여러 여인들의 소망이 담긴 장신구로서 역할한 것이 노리개이다.
쓸모로 보자면 주로 한복 저고리의 고름이나 치마허리 등에 차는 것으로 한복의 고유한 미를 한층 더 강조해 준다.
궁중에서는 물론 상류사회와 평민에 이르기까지 널리 애용된 장식물이다. 노리개는 띠돈(帶金)· 패물· 매듭· 술로 구성되어 있다.
노리개는 여러 가지 형태의 무늬와 자수가 있어 각기 지니는 의미가 다른 것이 특징이다. 석류와 같은 과일 뿐만 아니라 도깨비 모양을 하고 있는 노리개도 있으며 이는 악령을 물리치는 의미다.
보통 한 개의 노리개를 차는 경우를 단작 노리개라고 하며 세 단작 노리개를 합쳐 차는 것을 삼작노리개라고 한다. 그 모양은 매미, 박쥐, 가지, 천도, 투호 등 아주 다양하다. 노리개는 그 형태와 재료 등이 가풍을 상징한다 하여 부유한 양반 가문에서는 자제에게 이를 물려주는 풍습이 있었다. 그 역할에서 노리개를 데리고 노는 여자를 빗대는 말로도 쓰이고 있다.